# Bring Them Down
Bring Them Down è un film del 2024 scritto e diretto da Christopher Andrews.

## Trama
Nell'Irlanda rurale, la faida tra due famiglie di pastori supera il punto di non ritorno.

## Produzione
Nel marzo 2021 fu annunciato che Paul Mescal e Tom Burke avrebbero recitato nel film, ma i due attori furono sostituiti rispettivamente da Barry Keoghan e Christopher Abbott nel febbraio 2023.
Le riprese principali si svolsero in Irlanda nel febbraio 2023.

## Promozione
Un primo teaser trailer è stato pubblicato il 20 novembre 2024, seguito dal trailer esteso l'8 gennaio seguente.

## Distribuzione
Il film è stato presentato in anteprima mondiale l'8 settembre 2024 al Toronto International Film Festival e il mese successivo al BFI London Film Festival e alla Festa del Cinema di Roma. È stato distribuito nelle sale britanniche e irlandesi il 7 febbraio 2025.

## Accoglienza
L'aggregatore di recensioni Rotten Tomatoes riporta un indice di gradimento del 93%, con un punteggio medio di 6,6 su 10 basato sul parere di 29 critici.

## Riconoscimenti
- 2024 – British Independent Film Awards[11]
  - Premio Douglas Hickox al miglior regista esordiente a Christopher Andrews
  - Candidatura per il miglior produttore esordiente a Jacob Swan Hyam
- 2024 – Festa del Cinema di Roma[12]
  - Miglior sceneggiatura a Christopher Andrews